# On je žena!
On je žena! je český komediální televizní seriál TV Nova z roku 2005, který si bere na paškál zpravodajství fiktivní komerční televize H2O, rodinné vztahy, ale i vztahy sousedské. Seriál byl zajímavý tím, že se nenatáčel podle hotového scénáře, ale podle skic, které měly představovat jednotlivé díly. A scénář se dopisoval během natáčení. V kuloárech se mluvilo, že  režisér Vorlíček nebyl s vývojem seriálu příliš spokojen a také se herci se bouřili. 

## Obsazení
| Ivana Chýlková          | Zoran Zahálka, Zina Maxová     |
| Jiřina Bohdalová        | Žofie Diamantová               |
| Hana Vagnerová          | Erika Maxová                   |
| Pavel Řezníček          | Martin Kabát, Břetislav Rybník |
| Radek Kuchař            | Bedřich Žluva                  |
| Naďa Konvalinková       | Danuše Šubáková                |
| Jan Kraus               | Štefan Šubák                   |
| Jaroslava Kretschmerová | Agáta Stoklásková              |
| Martin Stropnický       | Leo Rohan                      |
| Lucie Benešová          | Sabina Šulcová                 |
| Pavel Zedníček          | Richard Kaprálek               |

## Děj seriálu
Divadelní herečka Zina právě ukončila angažmá v divadle (vyhodili ji), snaží se tedy obvolat svoje známé, s nadějí, že ji někdo dá nějakou práci, avšak marně. Od své dcery Eriky se dozví, že v televizi, v které pracuje hledají moderátora večerní zpravodajské relace. Problém ale je, že Zina je žena. S pomocí své kamarádky Agáty – bývalé maskérky uskuteční vynikající plán – přestrojí Zinu za Zorana. Zoran se účastní konkurzu, který vyhraje. A tak se začíná odehrávat příběh, který se ještě pořádně zamotá a mnohdy bude i velice dramatický.

## Seznam dílů
| Č. v seriálu | Č. v řadě | Název              | Režie           | Scénář     | Datum premiéry  |
| ------------ | --------- | ------------------ | --------------- | ---------- | --------------- |
| 1            | 1         | Vyhazov            | Václav Vorlíček | Jan Eisner | 14. února 2005  |
| 2            | 2         | Konkurz            | Václav Vorlíček | Jan Eisner | 21. února 2005  |
| 3            | 3         | Titulní strana     | Václav Vorlíček | Jan Eisner | 28. února 2005  |
| 4            | 4         | Zorro v sukni      | Václav Vorlíček | Jan Eisner | 7. března 2005  |
| 5            | 5         | Žofie zasahuje     | Václav Vorlíček | Jan Eisner | 14. března 2005 |
| 6            | 6         | Makrokulos         | Václav Vorlíček | Jan Eisner | 21. března 2005 |
| 7            | 7         | Zlaté prachy       | Václav Vorlíček | Jan Eisner | 28. března 2005 |
| 8            | 8         | Kolaps moderátorky | Václav Vorlíček | Jan Eisner | 4. dubna 2005   |
| 9            | 9         | Kabát se diví      | Václav Vorlíček | Jan Eisner | 11. dubna 2005  |
| 10           | 10        | Leo se zlobí       | Václav Vorlíček | Jan Eisner | 18. dubna 2005  |
| 11           | 11        | Derniéra           | Václav Vorlíček | Jan Eisner | 25. dubna 2005  |

| tvůrci              |                                                                     |
| námět a scénář      | Jan Eisner                                                          |
| dramaturgie         | Magdaléna Turnovská                                                 |
| umělecká maskérka   | Jiřina Pahlerová                                                    |
| kostýmní návrhářka  | Evženie Rážová                                                      |
| architekt           | Štpán Exner                                                         |
| hudba               | František Soukup                                                    |
| píseň Dej mat dámou | hudba František Soukup text Gábina Osvaldová zpívá Martina Balogová |
| střih               | Dalbor Lipský                                                       |
| vedoucí produkce    | Markéta Vitvarová                                                   |
| kamera              | David Ployhar                                                       |
| režie               | Václav Vorlíček                                                     |